# لسان آدم

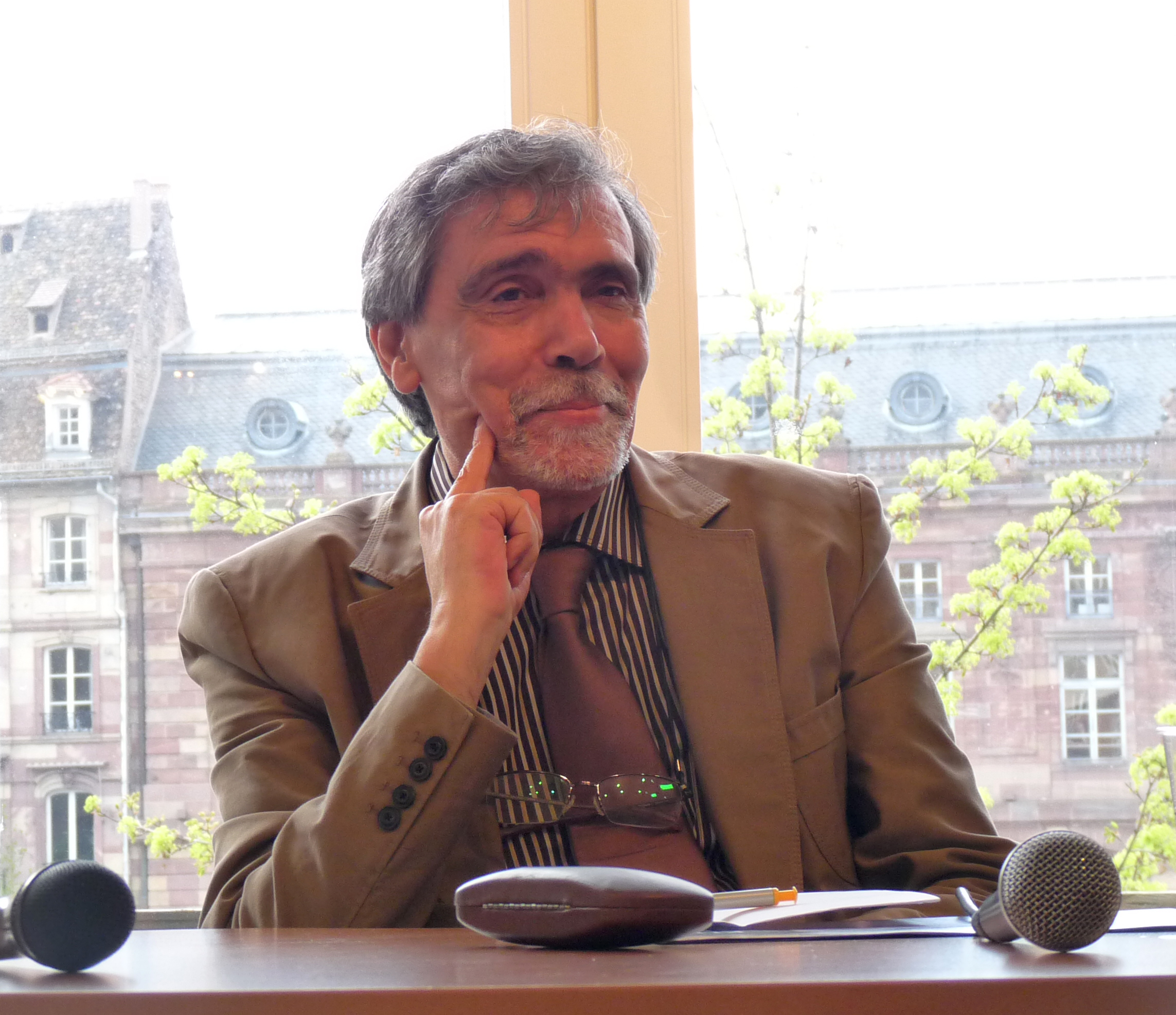
الكاتب عبد الفتاح كيليطو

لسان آدم (بالفرنسية: la langue d'Adam) كتاب نقدي للكاتب والناقد المغربي عبد الفتاح كيليطو، الحاصل على جائزة الملك فيصل العالمية في اللغة العربية والأدب عام 2023. ترجمه عبد الكبير الشرقاوي للغة العربية عن دار توبقال للنشر. يتقاطع في الكتاب التاريخ والدين والأدب، ويعيد تفسير سؤال من أين تأتي اللغة؟

## السياق
في عام 1990، دعا أندريه ميكيل عبد الفتاح كيليتو، لإلقاء سلسلة من أربع محاضرات في كلية فرنسا في باريس. بهدف استكشاف مسألة أصل اللغات ومكانة اللغة العربية في الأدب الكلاسيكي. جمعت هذه الدروس ونشرت باللغة الفرنسية عام 1995.

## العنوان
اللسان يرتبط باللغة والكلام، وأيضا إلى القدرة على التعبير والتواصل، أما آدم فيشير إلى الشخصية الدينية والأسطورية التي تعتبر الأب الأول للبشرية. ويشير العنوان إلى اللغة التي تكلم بها آدم، الإنسان الأول، مما يحيل على سؤال العلاقة بين لسان الماضي ولسان الحاضر. ويرى كيليطو أن دراسة الماضي، وخاصة البدايات، هي وسيلة لفهم الحاضر، لأنها توفر السياق والعمق اللازمين لفهم الواقع الحالي. وبالتالي يمكن إدراك أهمية معرفة لسان آدم في فهم لسان اليوم 

## نبذة
يتناول الكتاب موضوع اللغة والخلق والتعددية اللغوية، ويستند إلى سلسلة من المحاضرات التي ألقاها كيليطو في "الكوليج دو فرانس" عام 1990 لطرح تساؤلات حول لسان آدم عليه السلام في الفردوس، واللغة المعتمدة. ويتناول موضوعات متعددة تشمل قصة بابل وتعدد الألسنة، وقصة آدم وحواء في الفردوس، والترجمة، والأسس اللاهوتية والتاريخية للغات، والفرق بين الشعر والنبوة في الفولكلور العربي.
يتوسع الكتاب أيضًا في بحث لغة آدم الأولى وهوية الكتاب الأدبي الذي يمثل العرب، مستندًا إلى دراسة التراث العربي والإسلامي. فهو يشير إلى قصة آدم وهابيل وقابيل، وإلى القصيدة المنسوبة إلى آدم في رثاء ابنه هابيل، ويتساءل عن اللغة التي تحدث بها آدم بعد خروجه من الجنة وعن صحة نسبة تلك المرثية إليه وهوية ناظمها الحقيقي. كما يتناول مسألة النسيان وصلتها باللغة والتراث، ليخلص إلى أن آدم كان "إنسان لسان واحد"، وأن المرثية قد تكون وضعت لاحقًا لاستكمال مشهد المأساة الآدمية
يُظهر كيليطو في كتابه أن اللغة ليست ثابتة، بل هي متغيرة ومتعددة، وأن الترجمة تلعب دورًا هامًا في فهم اللغة والتواصل بين الثقافات. كما يسلط الضوء على أهمية فهم اللغة في سياقها الثقافي والتاريخي. وذيخلص إلى أن اللغات جميعها متساوية عند الله، وأن آدم لم يتحدث لغة إلهية واحدة، بل تكلم بجميع اللغات. ينقسم الكتاب في مجمله إلى قسمين متكاملين يجمعان بين البعد الفلسفي والبعد التراثي.
- القسم الأول لسان آدم: عرض فيه دراسة المظهر الأدبي للسان آدم مستندا لفقه اللغة والتاريخ والفلسفة وعلم الكلام. مع عرض تحليل لنصوص شعرية باعتبار أن البحث عن أصل اللغة ينطلق بالبحث عن أصل الشعر[14]
- القسم الثاني ترحيل ابن رشد: يعرض فيه نصوصا حول الكتاب باعتباره شيئا مادياً له استعمالات عدة حقيقية ومجازية، ووزعها على محاور نحو العرب والكتابة، والكتاب ونقيضه، والكتاب الغريق، والجنون الحكيم..[15]

## الأسلوب
يدرس الكتاب موضوعات اللغة والهوية والترجمة من منظور متعدد التخصصات لذلك استخدم عدة مناهج، منها: المنهج التاريخي الذي يتمثل في مساءلة النصوص القديمة والقصص والروايات حول أصل اللغة وتعدد الألسنة. والمنهج اللغوي المتمثل في تحليل اللغة ودراسة بنيتها ودلالتها، واستكشاف العلاقة بين اللغة والهوية، والمنهج الفلسفي الذي يتجلى في طرح تساؤلات فلسفية حول طبيعة اللغة والهوية والترجمة، واستكشاف الآثار الفلسفية لهذه القضايا. والمنهج الأدبي الذي يتجلى في تحليل النصوص الأدبية ودراسة القصص والمرثيات والأشعار التي تتناول موضوع اللغة والهوية. كما يتبع كيليطو أسلوبًا استقصائيًا وتأمليًا في بحثه، حيث يجمع ويُحلّل النصوص والقصص المختلفة حول موضوع الكتاب، لاستخلاص النتائج مركزا على التناقضات والتعقيدات في النصوص القديمة والقصص الدينية، ويقدم رؤى قيمة حول أهمية فهم اللغة في سياقها الثقافي والتاريخي.

## التقييم والاراء
قُدّمت مجموعة من الأبحاث والدراسات النقدية حول المؤلف منها دراسة (سلطة التأويل وتأصيل التأليف كتاب لسان آدم نموذجا) لحسن مسكين. كما نظمت كلية الآداب والعلوم الإنسانية بالرباط لقاءً ثقافياً استضافت فيه الناقد والأكاديمي عبد الفتاح كيليطو للحديث عن كتابه "لسان آدم" باللغة الفرنسية، الذي يمثل تجسيدًا للنهج النقدي الذي يتبعه كيليطو، حيث يقدم بحثًا عميقًا في النصوص الأدبية القديمة ويقدم قراءات مغايرة لها، مع الحرص على استكشاف الأفكار غير الظاهرة في هذه النصوص. اعتبر اللقاء الثقافي فرصة للأجيال الجديدة للتعرف على أعمال كيليطو وإعادة اكتشافها، ولفهم كيفية تطبيق نهجه النقدي في دراسة الأدب القديم والاستفادة من رؤاه في فهم النصوص الأدبية. واعتبر الشاعر حمويش علي الكتاب كشف عن الجانب الحديث في النص القديم و انطلاقة أولى في حفريات التراث العربي المكتوب والشفهي لتناوله موضوعات البدء و اللغة و الثقافة. كما يعد لسان آدم مثل الكثير من كتابات كيليطو التي تلجأ لمبدأ المقارنة بين مكونات التأليف الأدبي وتنبش في مظاهرها وتلويناتها المتفاوتة كما اعتبرت دوش بنت فلاح الدوسري أن عنوان الكتاب يثير الشغف والفضول، مثل بقية عناوين أعماله "لن تتكلم لغتي"، "الأدب والغرابة". وفي "لسان آدم"، يطرح سؤالًا حول الكتاب الأدبي الذي يمثل العرب، هل هو المعلقات أم ألف ليلة وليلة؟ مما يثير تساؤلات حول الهوية الثقافية وعلاقتنا بتراثنا. كما اجتهد الناقد في المؤلف في نفض الغبار عن كتاباتٍ كثيرة أهملتها الثّقافة العالمة ولم تلتف إليها إلا من باب التّرفّع والتّعالي.

## الترجمة
ترجم للغات عدة منها: في سنة 2018 ترجم الباحث والمترجم الأمريكي روبن كريسويل (Robyn Creswell) «لسان آدم» من الفرنسية إلى الانجليزية،  كما ترجم روايته «تخاصم الصور». وفي سنة 2023 ترجمته المترجمة الكولومبية مانويلا سيبالوس Manuela Ceballos إلى الإسبانية. ونظرا لنجاحه باللغة الفرنسية أعيد نشره سنة 2024، بعد ثمانية وعشرين عامًا من إصداره الأول. 

## اقتباس
“في أثناء قراءتي لمؤلّفات عربيّة كلاسيكيّة، جذبني وحيّرني في آن معاً مخزون غزير من النّصوص الهامشيّة، التي لا يأخذها أحد مأخذ الجد، مخزن لبضائع عتيقة، ونفايات مزعجة لم يمْكِن التّخلص منها. […] حلّلت هذه النّصوص مجتهداً أن أحافظ على طراوتها، وسذاجتها (الماكرة أحياناً) وعلى الحنين الغامض الذي يعتمل فيها”.
سنتساءل إذن عن لسان آدم.  لكن أي لسان؟ أهو اللغة أم الجارحة؟ عن اللسان واسطة للتواصل داخل فئة اجتماعية، أم عن اللسان الذي تذوق الثمرة المحرّمة؟ الالتباس أصيل: يمكن أن نرقى به إلى الشجرة الموجودة وسط الفردوس، شجرة المعرفة. حول هذه الشجرة تلاسن حوّاء الحيّة.